# Duwayne Kerr
Duwayne Oriel Kerr (Paróquia de Westmoreland, 16 de janeiro de 1987) é um futebolista profissional jamaicano que atua como goleiro, atualmente defende o Sarpsborg 08 FF.